# 滕珀尔霍夫-舍讷贝格

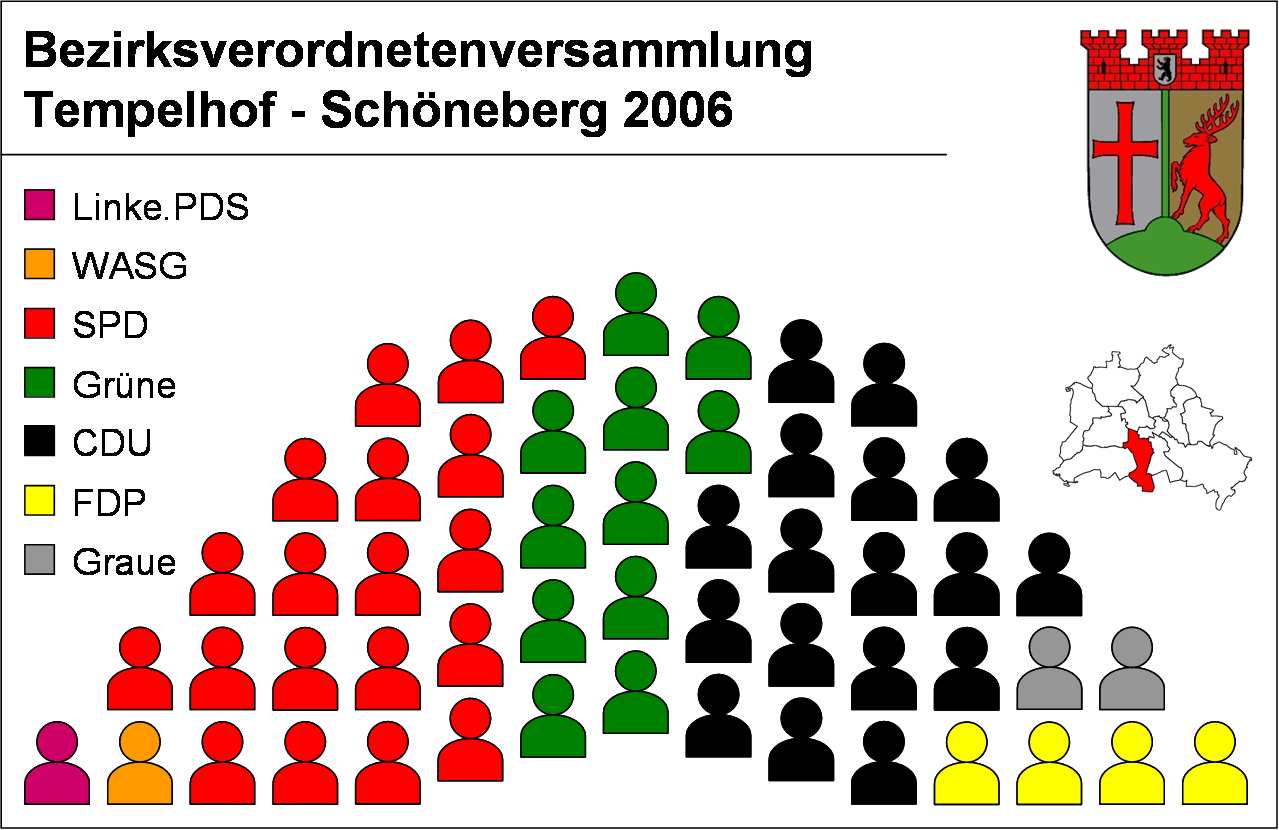
2006年区议会席位

滕珀尔霍夫-舍讷贝格（德語：Tempelhof-Schöneberg，德語發音：[ˈtɛmpl̩hoːf ˈʃøːnəˌbɛʁk]）是德国柏林的第七区，2001年由滕珀尔霍夫和舍讷贝格两区合并而成。位于城市南部，北面毗邻米特区和腓特烈斯海恩-克罗伊茨贝格，西面毗邻夏洛滕堡-维尔默斯多夫和施泰格利茨-采伦多夫，东面毗邻新克尔恩。

## 分区

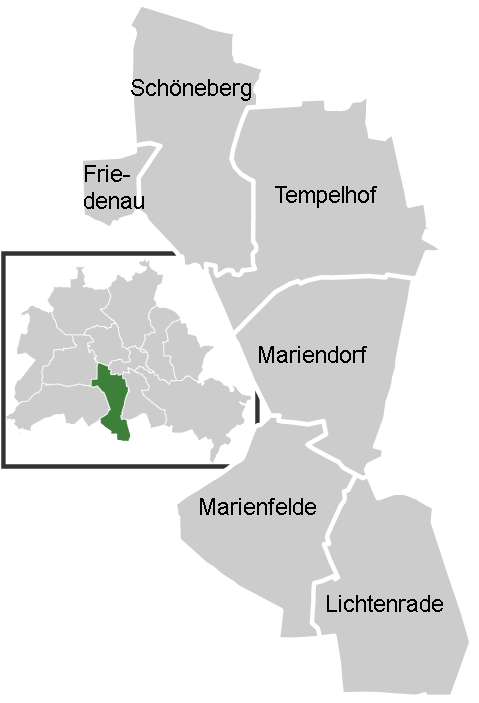
分区

滕佩尔霍夫-舍恩贝格区包括以下6个分区（从北到南）：
- 舍讷贝格
- 弗里德瑙
- 滕珀爾霍夫
- 马林多夫
- 马林费尔德（Marienfelde）
- 利希滕拉德

## 友好城市
- 德国阿伦
- 荷蘭阿姆斯特尔芬
- 德国巴特克罗伊茨纳赫
- 英格兰伦敦巴尼特区
- 美国查尔斯顿 (南卡罗来纳州)
- 波蘭科沙林
- 以色列納哈里亞
- 德国帕德博恩县
- 德国彭茨贝格
- 德国泰尔托-弗莱明县
- 德国韦拉-迈斯讷县
- 德国伍珀塔尔